# William Golding
Sir William Gerald Golding (St Columb Minor, Egyesült Királyság, 1911. szeptember 19. – Perranarworthal, Egyesült Királyság, 1993. június 19.) irodalmi Nobel- és Man Booker-díjas brit regényíró, költő. Legismertebb műve A Legyek Ura.

## Élete
William Golding 1911 szeptemberében született a délnyugat-angliai Cornwall grófság egy kis településén. Apja (Samuel Golding) tanár volt, tankönyvek szerkesztésével foglalatoskodott. Fia számára a mindentudás megtestesülését jelentette. Alec Golding szocialista eszméket vallott, és a tudományos racionalizmus volt rá jellemző. Édesanyja, Mildred, a háztartásról gondoskodott, és egyetértett a női egyenjogúság mérsékelt harcosaival. Apja kívánságának megfelelően 1930-ban Golding beiratkozott az Oxfordi Egyetemre, ahol a Brasenose College diákjaként természettudományt hallgatott, azonban két év elteltével az angol irodalom tanszékre váltott. Első kötetét, melyben verseket jelentetett meg, 1934-ben adta ki a Macmillan kiadó. Ebben oxfordi barátja, Adam Bittleston spiritiszta filozófus segítette. Golding nagy állatvédő aktivista volt.

### Házassága és családja
Pedagógia diplomájának megszerzése után, 1939. szeptember 30-án kötött házasságot Ann Brookfielddel, akitől két gyermeke született: Judy és David. Golding Salisburyben kezdett tanítani. A haditengerészetnél töltött éveit leszámítva egészen 1961-ig tanított ebben az iskolában.

### Katonai szolgálata
Golding meghatározó élménye a második világháború volt. A Brit Királyi Haditengerészet tagjaként részt vett Németország leghatalmasabb csatahajójának, a Bismarcknak az elsüllyesztésében. A normandiai partraszállásban egy, a partot tűz alá vonó hajó kapitányaként vett részt, valamint egy tengeri akcióban Walcherennél, ahol 24 támadó járműből 23-at süllyesztettek el. A háború végén visszatért a tanításhoz és az íráshoz. A háború évei alatt jól megtanult ógörögül.

### Halála
1963-tól 1993-ban bekövetkezett haláláig egészen az írásnak szentelte magát. 1985-ben feleségével a cornwalli Perranarworthalba költöztek. Az író itt hunyt el nyolc évvel később, szívelégtelenség következtében. Dél-Wiltshire-ben temették el, Bowerchalke faluban. Egy, az ókori Delphiben játszódó regény vázlatát hagyta hátra, aminek a Dupla nyelv (The Double Tongue) címet adta, ezt posztumusz adták ki.

## Írói sikere
1953 szeptemberében Golding elküldte egy könyv kéziratát a Faber & Faber kiadónak Londonba. Bár elsőre elutasították, a cég egyik új szerkesztője, Charles Monteith nagyon lelkesen fogadta az írást. Néhány részt kihúzatott belőle, de 1954 szeptemberében A Legyek Ura címmel kiadta. Ezt hamarosan további regények követték, többek között Az örökösök, Ripacs Martin, és a Szabadesés.
Az angol tanárembert 1954-ben A Legyek Ura (Lord of the Flies) egy csapásra híressé tette. Ez lehetővé tette Golding számára, hogy 1961-ben kilépjen tanítói állásából, és a következő tanévet rezidens íróként az Egyesült Államokban töltötte a Hollins Főiskolán, a virginiai Roanoke mellett. Miután 1958-ban Salisburyből a közeli Bowerchalke-ba költözött, találkozott földijével és sétatársával, James Lovelock-kal. Együtt vitatták meg Lovelock Gaia-elméletét, miszerint a Föld bolygó élő anyaga egyetlen szervezetként működik. Az elmélet elnevezését Golding javasolta Gaia, a görög mitológia Földistennőjének nevéről.
1970-ben Golding indult a Kenti Egyetem rektori választásán, de veszített Jo Grimonddal szemben, aki a Liberális Párt vezetője volt. Az író 1979-ben elnyerte a James Tait Black Emlékdíjat, 1980-ban a Booker-díjat, és 1983-ban az irodalmi Nobel-díjat. 1988-ban II. Erzsébet brit királynő lovaggá ütötte.

## Művei
Regényei embertani kísérletek terepei. Golding gyakran allegorikus fikciója széles körben merít a klasszikus irodalomból, mitológiából, és a keresztény szimbolizmusból. Regényeit nem köti össze egyetlen, jól kivehető szál, és változatos témákat és technikákat használ. Írásai gyakran játszódnak zárt közösségekben: szigeteken, falvakban, monostorokban, vadászcsapatokban, tengeri hajókon vagy egy fáraó udvarában. Első regénye, A Legyek Ura, amelyet többször meg is filmesítettek, illetve színpadra vittek, szimbóluma a barbarizmus és a háború ellen vívott sikertelen küzdelemnek – egy csoport elvadult fiú történetét keresztül mutatja be a civilizáció kettősségét és törékenységét. Egyesek szerint a regény a második világháború allegóriája is.
Az utódok (1955) a történelem előtti időkbe nyúlik vissza: a mai emberiség evolúciós elődei, „az új emberek” (akiket általában a homo sapiens tudományos néven emlegetnek), győzedelmeskednek egy valamivel előrehaladottabb faj (a neandervölgyiek) fölött, amihez nemcsak természetadta felsőbbrendűségük, hanem erőszak és csalás is hozzásegíti őket.
A torony (The Spire, 1964) egy középkori katedrális tornyának építését (és kis híján ledőlését) dramatizálja. A történetbeli templom valószínűleg a salisburyi székesegyházra utal. A katedrális és a torony az esperes legnagyobb spirituális törekvéseinek és világi hívságának hatalmas jelképei.
A Ripacs Martin (Pincher Martin, 1954) egy matróz utolsó perceit tárja elénk, akit a hajóját ért támadás az Atlanti-óceánba vet. A regény felépítéséből Yann Martel kanadai regényíró is merített, amint azt Martel későbbi Booker-díjat nyert művén, a Pi élete (The Life of Pi) címűn is megfigyelhetjük.
A piramis (The Pyramid, 1967) három különálló történetet kapcsol össze ugyanazzal az elbeszélővel, és mindháromban az 1920-as évekbeli angol kisváros környezetét használja fel mint a történetek helyszínét. A Skorpióisten (The Scorpion God, 1971) három kisregényt tartalmaz, melyek közül az első egy történelem előtti afrikai vadász-gyűjtögető hordában játszódik, a második az ókori egyiptomi udvarban, a harmadik pedig egy római uralkodónál; az utóbbi az 1958-ban íródott A rézpillangó (The Brass Butterfly) című dráma átdolgozása.

### A Legyek Ura
A Legyek Ura című regény egy csapat fiúról szól, akik felnőtt nélkül maradnak egy lakatlan szigeten. A könyv címe az ördög jelentésű héber Belzebub szó szerinti fordítása. A Legyek Ura részben válaszként íródott R. M. Ballantyne 'A korallsziget' (The Coral Island) című művére, amelyben három brit fiú hajótörést szenved a szigeten. Jack, Ralph és Peterkin neve Golding írásában is megjelenik, utóbbi Simon formában. Ballantyne művében a fiúk minden gondon felülkerekedve hősként viselkednek, ahogy az a 'Birodalom' gyermekeitől elvárt. Golding regényében a szerző egy másik lehetséges valóságot ábrázol; azt próbálja elénk tárni, hogyan viselkednének valójában egy lakatlan szigeten partot érő fiúk.
Golding Ralph és Jack karakterei két, egymástól nagyon különböző politikai gondolat megjelenítői; míg Ralph a demokráciát képviseli, addig Jack a diktatúrát vagy az anarchiát.
A fiúkat a végén egy brit tengerésztiszt menti meg, akinek fogalma nincs, miféle barbár, veszélyes játékot szakított meg a parton való megjelenésével. Azt hiszi, hogy a fiúk háborúsdit játszanak, és ártatlanul megkérdezi: „Ki itt a főnök?” Ralph gyorsabb a válasszal, mint Jack, és ezt mondja: „Én”. Válaszában benne van a remény, hogy a civilizáció még tartja a helyét a barbarizmussal szemben. Ironikus módon a hajó, amivel a tiszt érkezik, felfogható a mentés szimbólumának, de ugyanakkor a háborús gyilkolásnak is: része annak a hadiflottának, amely éppen az ellenséget vette célba.

## Életfilozófiája, stílusa
A modern világ torzulásának okait keresi: legtöbb művében az ember természetében, az eredendő gonoszságban véli megtalálni az okot. Vallásossága pesszimista; nem merül fel a megváltás optimista lehetősége, mégis megható őszinteséggel, mély humanizmussal ábrázolja a hihető külső világot, a szereplők lelki motivációit. Regényeinek szimbolikája, mesterien szerkesztett belső monológjai magával ragadják az olvasót.

## Főbb művei
- Versek (1934)

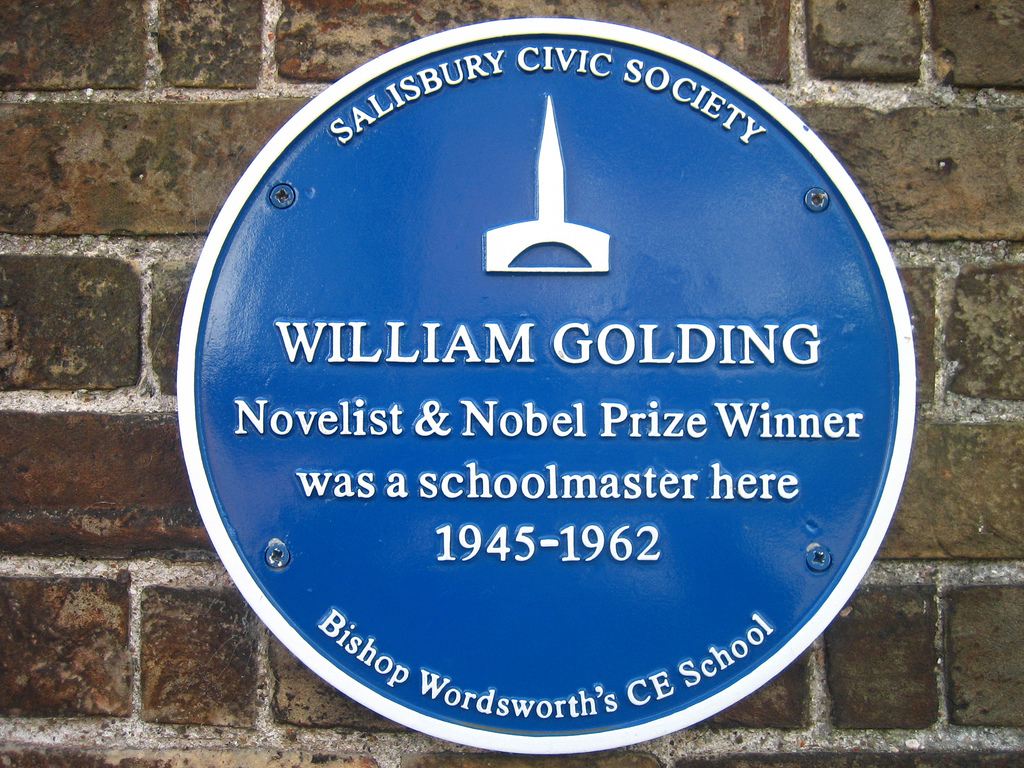
Salisbury, emléktábla a vidéki angol iskolán, ahol Golding tanított

- A Legyek Ura (Lord of the Flies, 1954)
- Az utódok (The Inheritors, 1955)
- Ripacs Martin (Pincher Martin, 1956)
- A rézpillangó (The Brass Butterfly, 1958)
- A vétkes visszanéz (Free Fall, 1959)
- A torony (The Spire, 1964)
- The Hot Gates (1965)
- A piramis (The Pyramid, 1967)
- A Skorpióisten (1971)
- Látható sötétség (Darkness Visible, 1979)
- A Moving Target (1982)
- Papíremberek (The Paper Men, 1984)
- An Egyptian Journal (1985)
- To the Ends of the Earth Tengeri trilógia:
  - Beavatás (Rites of Passage, 1980)
  - Szélcsend (Close Quarters, 1987)
  - Zsarátnok (Fire Down Below, 1989)
- Kígyónyelv (The Double Tongue, 2008)

## Magyarul
- A legyek ura. Regény; ford. Déry Tibor; Európa, Bp., 1963
- A torony. Regény; ford. Göncz Árpád; Európa, Bp., 1965
- A sárgaréz pillangó. Dráma; ford. Köröspataki Kiss Sándor; Színháztudományi Intézet, Bp., 1967 (Világszínház)
- Ripacs Martin. Regény; ford. Göncz Árpád, bev. Báti László; Magvető, Bp., 1968 (Világkönyvtár)
- Az utódok. Regény; ford. Göncz Árpád; Móra, Bp., 1970 (Kozmosz könyvek)
- Beavatás. Regény; ford. Göncz Árpád; Árkádia, Bp., 1983
- A vétkes visszanéz; ford. Báti László; Magvető, Bp., 1984 (Világkönyvtár)
- Látható sötétség. Regény; ford., jegyz., utószó Béresi Csilla; Európa, Bp., 1991
- Szélcsend; ford. Vághy László; Európa, Bp., 1993
- Papíremberek; ford. Kada Júlia; Magvető, Bp., 1994 (Világkönyvtár)
- Zsarátnok; ford. Vághy László; Európa, Bp., 1996 (Európa zsebkönyvek)
- Kígyónyelv; ford. Béresi Csilla; Helikon, Bp., 1996
- A piramis; ford. Göncz Árpád; Európa, Bp., 1998 (Európa zsebkönyvek)
- A skorpióisten. Három kisregény / Klonk Klonk / A rendkívüli követ; ford. Holbok Zoltán, M. Nagy Miklós, N. Kiss Zsuzsa; Európa, Bp., 2009
- A Legyek Ura; ford. Gy. Horváth László; Európa, 2015

## Díjai, elismerései
- Man Booker-díj (1980) 
  - Beavatás (Rites of Passage) című regény
- Irodalmi Nobel-díj (1983)

## William Golding Magyarországon
Jeles magyar írók és műfordítók tették közzé magyar nyelven Golding műveit, köztük A Legyek Ura című világhíres regényt Déry Tibor és Gy. Horváth László fordította. Golding számos művét ültette át magyarra Göncz Árpád, például: Az utódok; A torony; A piramis; Beavatás. A vétkes visszanéz Báti László fordítása.